# کایشا
کایشا (انگلیسی: Caixa) شرکت دولتی خدمات مالی و بانکداری برزیلی است، که در سال ۱۸۶۱ تأسیس شد.